# Ландескуг, Габриэль
Габриэль Ингемар Юн Ландескуг (швед. Gabriel Ingemar John Landeskog; род. 23 ноября 1992, Стокгольм) — шведский хоккеист, нападающий клуба НХЛ «Колорадо Эвеланш». Капитан команды. Обладатель Кубка Стэнли 2022 года.

## Игровая карьера

### Клубная карьера
Карьеру начал в шведском клубе «Юргорден». Сезон 2009/10 провёл в хоккейной лиге Онтарио в составе «Китченер Рейнджерс». Выбран под общим вторым номером на драфте НХЛ в 2011 году командой «Колорадо Эвеланш». Забил свой первый гол 12 октября 2011 года в ворота «Коламбус Блю Джекетс». В первом сезоне набрал 52 (22+30) очка в 82 играх. По итогам сезона получил «Колдер Трофи» как лучший новичок НХЛ.
4 сентября 2012 года в возрасте 19 лет 9 месяцев и 13 дней был назначен капитаном «Колорадо», что сделало его самым молодым капитаном в истории НХЛ. Предыдущий рекорд принадлежал Сидни Кросби — он был назначен капитаном «Питтсбург Пингвинз», будучи на 11 дней старше Ландескуга.
Летом 2013 подписал с «Эвеланш» 7-летний контракт на $ 39 млн. В июле 2021 года «Эвеланш» продлил контракт на 8 лет со средней зарплатой семь миллионов долларов за сезон.
Был одним из лидеров «Эвеланш» в победном плей-офф Кубка Стэнли 2022 года, набрав 22 очка (11+11) в 20 матчах.
В октябре 2022 года перенёс операцию на колене, из-за затянувшегося восстановления полностью пропустил сезон 2022/23. В сезоне 2023/24 также не выходил на площадку.
Полностью пропустил регулярный сезон НХЛ 2024/25. В апреле 2025 года сыграл два матча за фарм-клуб «Эвеланш» из АХЛ «Колорадо Иглз». 23 апреля 2025 года сыграл первый матч за «Эвеланш» за 1032 дня. Во третьем матче первого раунда плей-офф «Колорадо» дома уступил «Далласу» (1:2), Ландескуг провёл на площадке 13:16.

### Международная карьера
Выступал на юниорском чемпионате мира 2009 среди игроков до 18 лет. Был назначен альтернативным капитаном на молодёжном чемпионате мира 2011 среди игроков до 20 лет, однако провёл лишь одну игру и получил травму.
В составе основной сборной Швеции дебютировал на чемпионате мира 2012 года. Годом позже стал чемпионом мира в составе сборной на льду стокгольмской «Глобен-Арены». В 2014 году принял участие в зимних Олимпийских играх, где стал серебряным призёром. В 2017 году стал 2-кратным чемпионом мира.

## Статистика
| Легенда | Легенда                    | Легенда | Легенда                   | Легенда | Легенда    |
| ------- | -------------------------- | ------- | ------------------------- | ------- | ---------- |
| И       | Количество проведённых игр | Штр     | Штрафное время            | +/−     | Плюс-минус |
| Г       | Голы                       | П       | Голевые передачи          | О       | Очки       |
| -       | Статистика неизвестна      | —       | Статистика не учитывалась |         |            |

## Достижения
- Чемпион мира 2013 и 2017 годов
- Серебряный призёр зимней Олимпиады 2014 года
- Обладатель «Колдер Трофи» (2012).